# Carl von Cardell

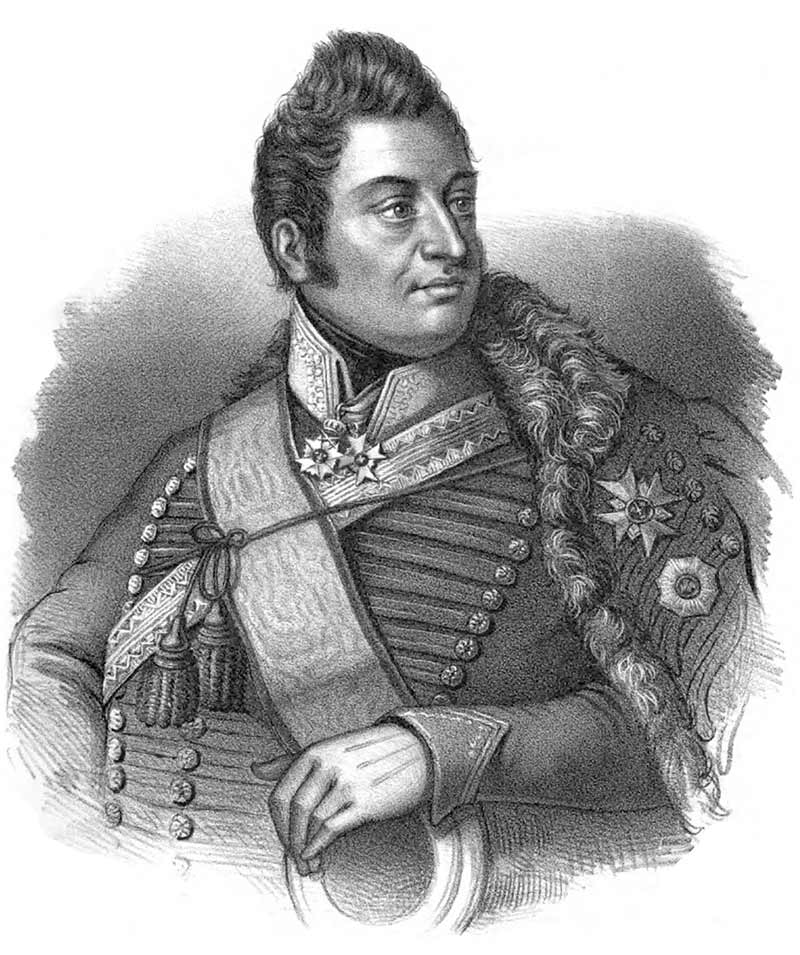
Carl von Cardell
Steindruck

Carl von Cardell (* 24. April 1764 in Demmin als Carl Friedrich Kobes; † 17. September 1821 in Stockholm) war ein deutsch-schwedischer Offizier und Erneuerer der schwedischen Artillerie.

## Leben

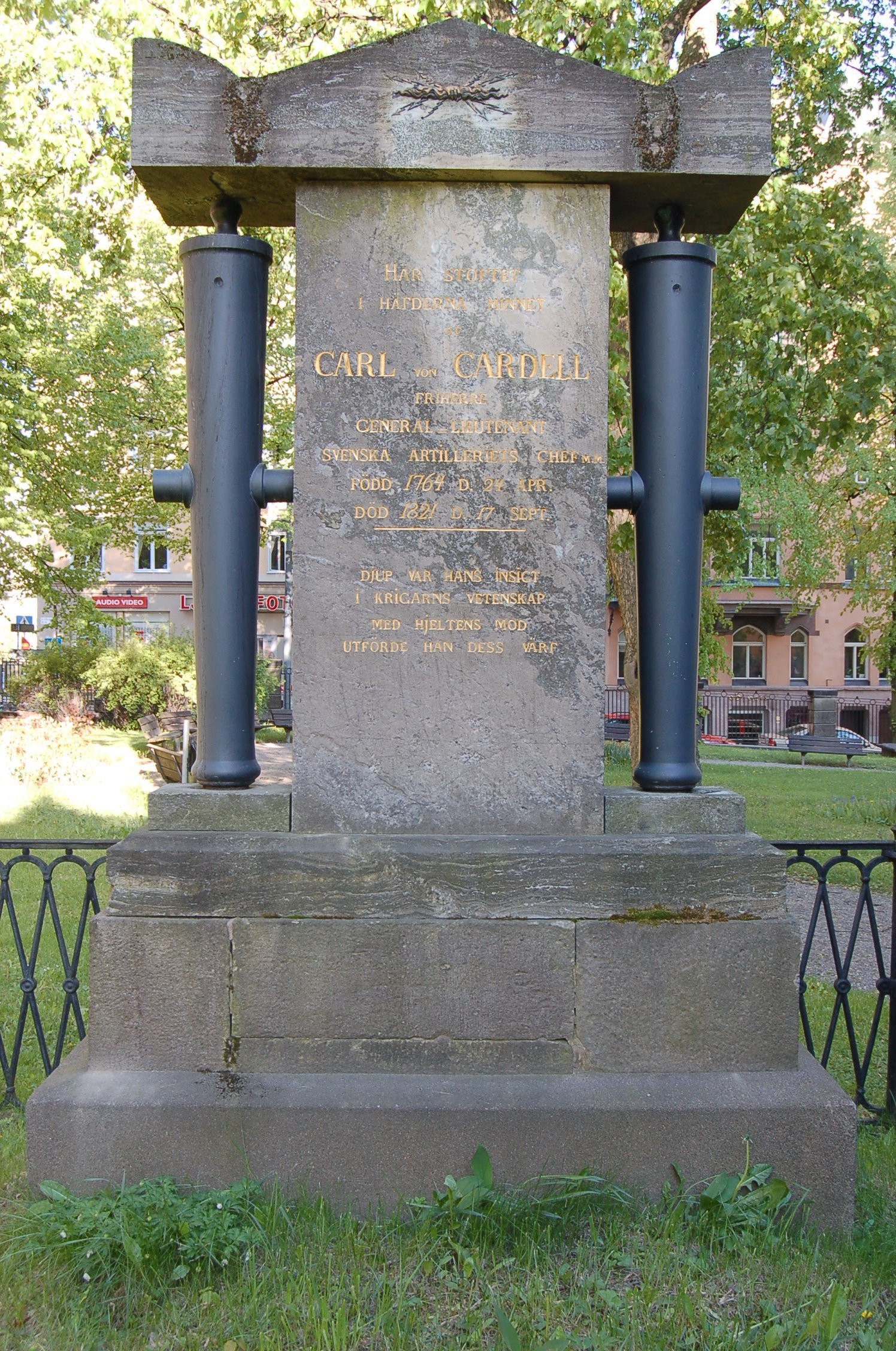
Grabmal an der Hedwig-Eleonora-Kirche

Er war der älteste Sohn des Demminer Bürgermeisters Carl Kobes und dessen Frau Wilhelmine Kohlhard, einer Tochter des Demminer Bürgermeisters Samuel Kolhard. Sein jüngerer Bruder Friedrich Philipp stieg in der preußischen Armee bis zum Generalleutnant auf. 
Er trat zunächst in den preußischen Militärdienst, wo er Ingenieur- und Artillerieoffizier wurde. 1789 trat er im Rang eines Hauptmanns im Hintzensternschen Infanteriebataillon in schwedische Dienste. Nach der Auflösung des Bataillons wurde er Hauptmann im Psilanderhjelmschen Regiment. 
Im Jahre 1790 wurde er (während des sächsischen Reichsvikariats) in den Adelsstand erhoben. Er führte seitdem den Namen „von Cardell“, der nach seiner Großmutter mütterlicherseits gewählt war.  
1792 wurde er zu den in Schwedisch-Pommern liegenden Artillerieeinheiten abkommandiert. Im folgenden Jahr zog er wieder nach Schweden und wurde Kommandeur der berittenen Artillerie, nachdem er eine Musterkompanie in Stralsund eingerichtet hatte. Als sein Gehilfe begleitete ihn Carl Gottfried Helvig. 1799 erhielt er den Auftrag, die Artilleriebestückung der Stralsunder Stadtbefestigungen zu erneuern. 1799 wurde er zum Oberstleutnant im Wendesschen (Wendländischen) Artillerieregiment befördert. 1802 wurde er Oberst und 1807 Generaladjutant und Regimentschef. In dieser Zeit befasste er sich mit der Planung einer vollständigen Reorganisation der schwedischen Artillerie. Während des Vierten Koalitionskrieges zeichnete er sich 1807 in Pommern bei vielen Gelegenheiten aus und 1813 kämpfte er in den Befreiungskriegen. 1813 wurde er zu Verstärkung der preußischen Truppen in der Schlacht bei Dennewitz entsandt, wo seine Artillerie die Entscheidung zugunsten Preußens herbeiführte. In der Völkerschlacht bei Leipzig unterstand er mit der schwedischen Artilleriereserve dem Befehl Blüchers und leistete einen wesentlichen Beitrag bei der Verdrängung der französischen Truppen aus ihren Stellungen. Im selben Jahr wurde er zum Generalmajor befördert und vom preußischen König mit dem Orden Pour le Mérite ausgezeichnet.
1816 erfolgte seine Beförderung zum Generalfeldzeugmeister und Kommandeur der gesamten schwedischen Artillerie, die nun nach seinen Vorschlägen erneuert wurde. 1818 gründete er die Höhere Artillerieschule in Marieberg bei Stockholm. Im selben Jahr wurde er in den schwedischen Freiherrenstand erhoben. Zuletzt wurde er 1820 zum Generalleutnant befördert.
Im Jahre 1809 wurde Carl von Cardell in den schwedischen Adel aufgenommen, im Jahre 1818 in den schwedischen Freiherrenstand erhoben. Er wurde nacheinander mit allen Stufen des Schwertordens ausgezeichnet, zuletzt erhielt er 1817 das Großkreuz 1. Klasse. Ferner wurde er mit dem russischen Sankt-Wladimir-Orden ausgezeichnet. 
Das Grab Carls von Cardell befindet sich bei der Hedwig-Eleonora-Kirche in Stockholm. 
Er war seit 1790 mit Caroline Fliess aus Berlin verheiratet. Diese war eine Tochter des 1776 verstorbenen Berliner Bankiers Moses Isaak Fließ und um 1780 zum Christentum übergetreten. Aus der Ehe gingen keine Kinder hervor.